# Maria Maggenti
Maria Maggenti (née en 1962) est une réalisatrice, scénariste et productrice américaine.

## Filmographie

### Comme réalisatrice
- 1988 : Doctors, Liars & Women (documentaire)
- 1990 : The Love Monster (court métrage)
- 1991 : Waiting for War (court métrage)
- 1993 : Name Day (court métrage)
- 1994 : La donna è mobile (court métrage)
- 1995 : The Incredibly True Adventure of Two Girls in Love
- 2006 : Puccini et moi (Puccini for Beginners)

### Comme scénariste
- 1995 : The Incredibly True Adventure of Two Girls in Love de Maria Maggenti
- 1999 : Destinataire inconnu (|The Love Letter)  de Peter Chan
- 2011 : Bienvenue à Monte-Carlo (Monte Carlo) de Thomas Bezucha
- 2017 : Before I Fall de Ry Russo-Young

### Comme productrice

#### Cinéma
- 1995 : Family Name de Macky Alston (documentaire)

#### Télévision
- 1997 : Murder in Manhattan (téléfilm) (executive producer)
- 2009-2010 : 90210 Beverly Hills - Nouvelle génération (série télévisée) (co-productrice - 13 episodes)